# Parasponia rigida
Parasponia rigida är en hampväxtart som beskrevs av Elmer Drew Merrill och Perry. Parasponia rigida ingår i släktet Parasponia och familjen hampväxter. Inga underarter finns listade i Catalogue of Life.